# 艾莎·罕
艾莎·罕（另外的串法為：Aiza Khan，1991年1月15日—）是巴基斯坦女演員及模特兒，主要出現在巴基斯坦電視連續劇。艾莎16歲時出道成為模特兒並在2009年拍攝了她首部電視連續劇《Tum Jo Miley》。她之後在2013年至2014年和哈姆扎·阿里·阿巴斯演出的電視連續劇《親愛的阿夫扎》（Pyarey Afzal）是巴基斯坦2014年最受歡迎的的連續劇。根據Google Trends，艾莎是2014年巴基斯坦搜索次數最多的名人之一。
艾莎在南部城市卡拉奇出生。2014年8月，她和男演員Danish Taimoor結婚並在泰國度蜜月。2015年7月13日，艾莎誕下一女，取名Hoorain。

## 外部連結
- 艾莎·罕在互联网电影资料库（IMDb）上的資料（英文）
- 艾莎·罕的Instagram帳戶